# Thiên Long
Chòm sao Thiên Long 天龍, (tiếng La Tinh: Draco) là một trong 48 chòm sao Ptolemy và cũng là một trong 88 chòm sao hiện đại, mang hình ảnh Con Rồng.
Chòm sao rộng lớn này có diện tích 1083 độ vuông, nằm trên thiên cầu bắc, chiếm vị trí thứ 8 trong danh sách các chòm sao theo diện tích.
Chòm sao Thiên Long nằm kề các chòm sao Mục Phu, Vũ Tiên, Thiên Cầm, Thiên Nga, Tiên Vương, Tiểu Hùng, Lộc Báo, Đại Hùng.

## Tên gọi
Chòm sao Thiên Long là một con rồng. 

## Thiên thể
Các thiên thể đáng quan tâm

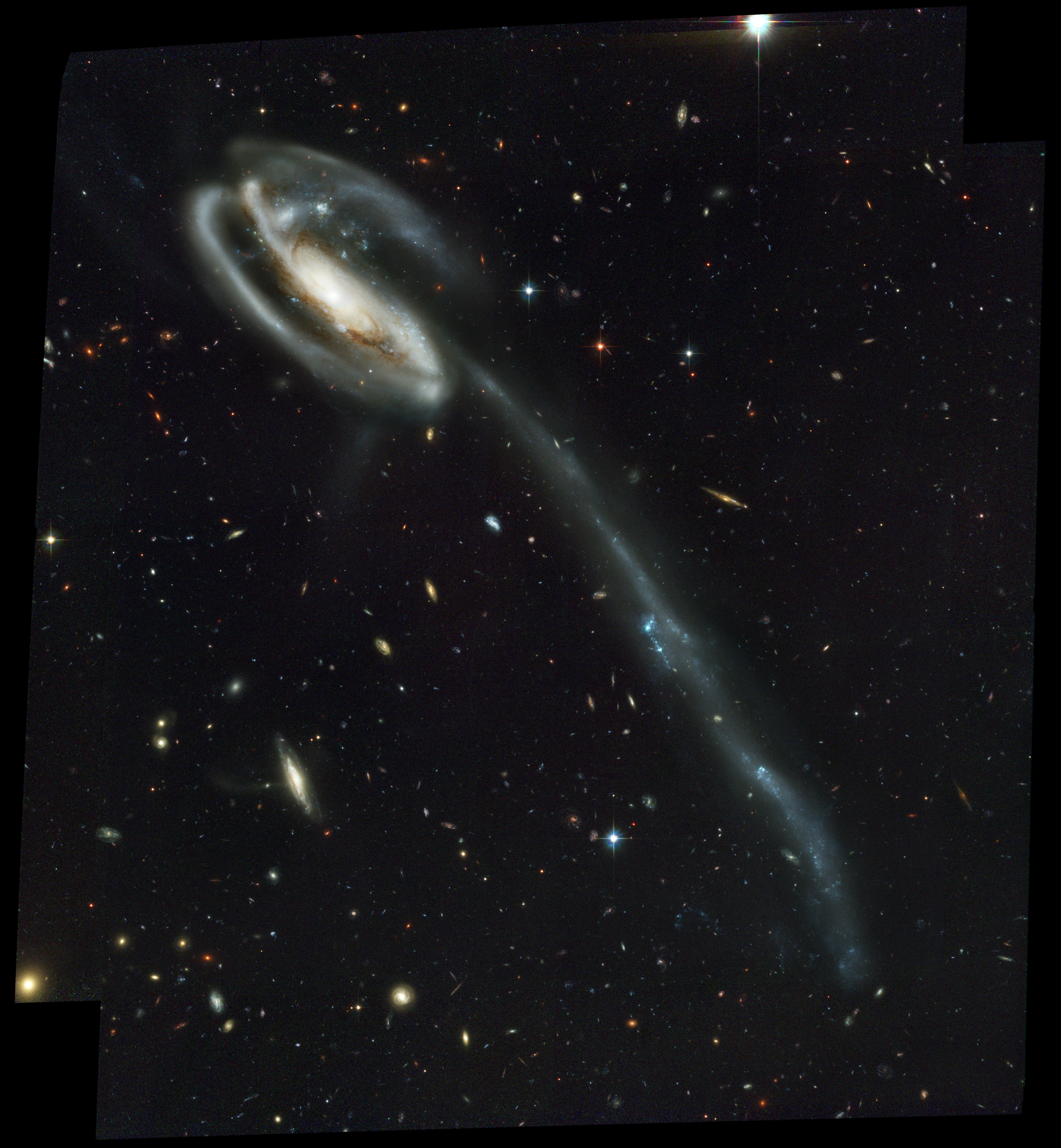
Thiên hà Nòng Nọc UGC 10214

- Sao Thuban, α Dra, trước đây khoảng năm nghìn năm, nó nằm gần bắc cực của thiên cầu nên đã là Sao Bắc Cực
- Mưa sao băng Quadrantids là một trong những đợt mưa sao băng lớn nhất, cực đỉnh mưa sao băng này diễn ra vài giờ vào tháng một. Tên gọi Quadrantids có từ chòm sao cổ Quadrans Muralis.
- Mưa sao băng Draconids
- Tinh vân hành tinh NGC 6543